# Rumex frutescens
Rumex frutescens é uma espécie de planta com flor pertencente à família Polygonaceae. 
A autoridade científica da espécie é Thouars, tendo sido publicada em Esquisse de la Flore de l'Isle de Tristan d'Acugna 38. 1808.

## Portugal
Trata-se de uma espécie presente no território português, nomeadamente em Portugal Continental.
Em termos de naturalidade é introduzida na região atrás indicada.

## Protecção
Não se encontra protegida por legislação portuguesa ou da Comunidade Europeia.